# Vladimir Ryžkov

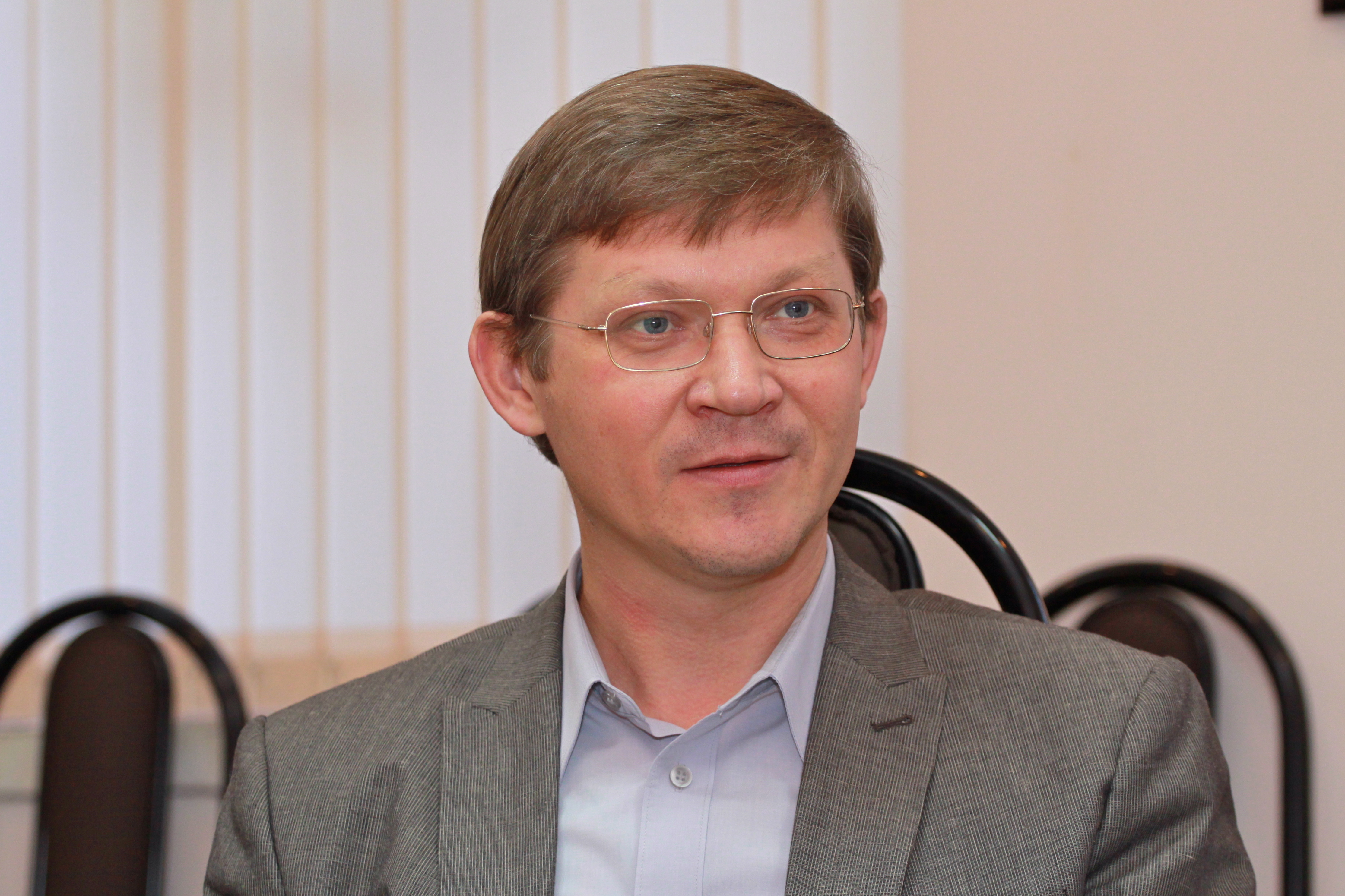
Vladimir Alexandrovič Ryžkov, 2009

Vladimir Alexandrovič Ryžkov (rusky Владимир Александрович Рыжков, * 3. září 1966 Rubcovsk) je ruský liberální politik, jeden z lídrů strany RPR-PARNAS.
V letech 1993–2007 byl poslancem (a po r. 1997 také místopředsedou) Státní dumy, kde byl mj. lídrem frakce Náš dům Rusko. Později se stal členem koalice Jiné Rusko, v letech 2011–2012 byl mluvčím shromáždění, konaných na protest proti výsledkům parlamentních voleb v roce 2011.

## Život
Ve 25 letech se vystudovaný historik Ryžkov stal zástupcem gubernátora Altajského kraje. O dva roky později, roku 1993, se poprvé dostal do Státní dumy jako nezávislý poslanec za sibiřské město Barnaul. V roce 1997 byl zvolen za projelcinovskou stranu Ruská volba a stal se místopředsedou parlamentu. Za vlády Vladimira Putina se stal jedním z posledních nezávislých poslanců. Od prosince 2007 se začal angažovat v opozičním hnutí Jiné Rusko.
Píše politické analýzy do nezávislého deníku Novaja gazeta nebo anglicky vydávaných The Moscow Times a The St. Petersburg Times. Moderuje politické debaty v rádiu Echo Moskvy.

### Ukrajinská krize
K tématu anexe Krymu (2014) připomíná Ryžkov zákonné pochybnosti k legálnímu provedení tohoto aktu:
| „                                                                   | „Podle ruské ústavy přitom musí použití ruských ozbrojených sil v zahraničí schválit Rada federace. V případě východní Ukrajiny se tak ovšem nestalo. Pokud tam ruská armáda přesto operuje, měl by někdo z tohoto porušení ústavy vyvodit osobní zodpovědnost.“ | “ |
| — Vladimir Alexandrovič Ryžkov, In: ParlamentniListy.cz, 2014-09-11 | |   |